# Manfred Beer
Manfred Beer (n. 2 decembrie 1953, Altenberg, Saxonia, Germania) este un biatlonist ce a reprezentat Germania, medaliat olimpic. A participat la o ediție a Jocurilor Olimpice (1976) în care a câștigat o medalie de bronz.